# Bernt Cavallin
Bernt Samuel Christian Cavallin, född den 6 maj 1862 i Vellinge församling, Malmöhus län, död den 8 mars 1933 i Stockholm, var en svensk jurist och genealog. Han var son till Severin Cavallin och far till Sven Cavallin.
Cavallin avlade filosofie kandidatexamen i Lund 1883 och juris kandidatexamen där 1887. Han blev vice häradshövding 1891 och stadsnotarie i Stockholm 1902. Cavallin var rådman där 1906–1929 och ombudsman i Stockholms inteckningsgarantiaktiebolag 1896–1930. Han utgav Släkten Cavallin från Håldala (1919). Han blev riddare av Nordstjärneorden 1916 och kommendör av andra klassen av Vasaorden 1929.